# جاستن كون
جاستن كون هو لاعب كرة قدم كندية كندي، ولد في 29 أغسطس 1988 في فريدريكتون في كندا.